# 太子顏
智顏（?—?），又稱太子颜，世子颜，中国战国时期晋国中軍將智伯瑶的繼承人。
智伯打算攻打卫国，让儿子知颜假装流亡卫国。南文子对卫敬公说，太子颜是智伯的爱子，没有大罪而逃亡，一定有缘故。派人到边境迎接，吩咐来人超过五辆车，就不要接纳。智伯听说了，就停止了计划。